# Gmina Nora
Gmina Nora (szw. Nora kommun) – gmina w Szwecji, w regionie Örebro, siedzibą jej władz jest Nora.
Pod względem zaludnienia Nora jest 206. gminą w Szwecji. Zamieszkuje ją 10 523 osób, z czego 50,59% to kobiety (5324) i 49,41% to mężczyźni (5199). W gminie zameldowanych jest 402 cudzoziemców. Na każdy kilometr kwadratowy przypada 16,92 mieszkańca. Pod względem wielkości gmina zajmuje 152. miejsce.